# 仁木駅
仁木駅（にきえき）は、北海道余市郡仁木町北町1丁目にある北海道旅客鉄道（JR北海道）函館本線の駅である。駅番号はS19。電報略号はニキ。事務管理コードは▲130111。

## 歴史

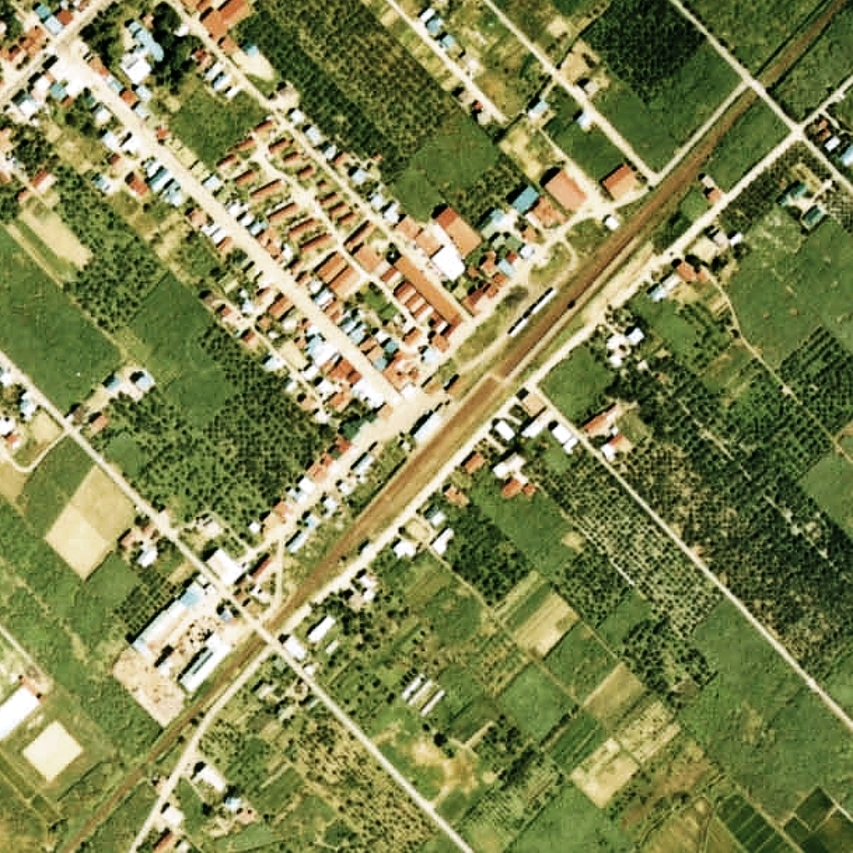
1976年の仁木駅と周囲約750m範囲。左下が倶知安方面。

- 1902年（明治35年）12月10日：北海道鉄道 然別駅 - 蘭島駅間の開通に伴い、同線の駅として開業[2]。一般駅[2]。
- 1907年（明治40年）7月1日：北海道鉄道の国有化に伴い、国有鉄道に移管[2]。
- 1909年（明治42年）10月12日：国有鉄道線路名称制定に伴い、函館本線の駅となる。
- 1949年（昭和24年）6月1日：日本国有鉄道法施行に伴い、日本国有鉄道（国鉄）に継承。
- 1964年（昭和39年）：「仁木駅改築期成会」が発足[5]。
- 1966年（昭和41年）9月：鉄道利用債により駅舎改築竣工[6][5]。
- 1972年（昭和47年）3月15日：貨物扱い廃止[2]。
- 1982年（昭和57年）3月1日：業務委託駅となる[7]。
- 1984年（昭和59年）
  - 2月1日：荷物扱い廃止[2]。
  - 3月31日：無人駅となる[3]。運転業務・出札業務は継続。
- 1986年（昭和61年）11月1日：交換設備撤去、簡易委託駅となる。
- 1987年（昭和62年）4月1日：国鉄分割民営化に伴い、北海道旅客鉄道（JR北海道）の駅となる[2]。
- 2007年（平成19年）10月1日：駅ナンバリングを実施[8]。
- 2013年（平成25年）7月1日：簡易委託終了。再度無人駅となる。

## 駅構造
単式ホーム1面1線を有する地上駅。かつては相対式ホーム2面4線を有した。コンクリート造りの駅舎を持つ。
無人駅である。2013年（平成25年）6月30日までは簡易委託駅（余市駅管理）であり、駅前商店で乗車券を発売していた。

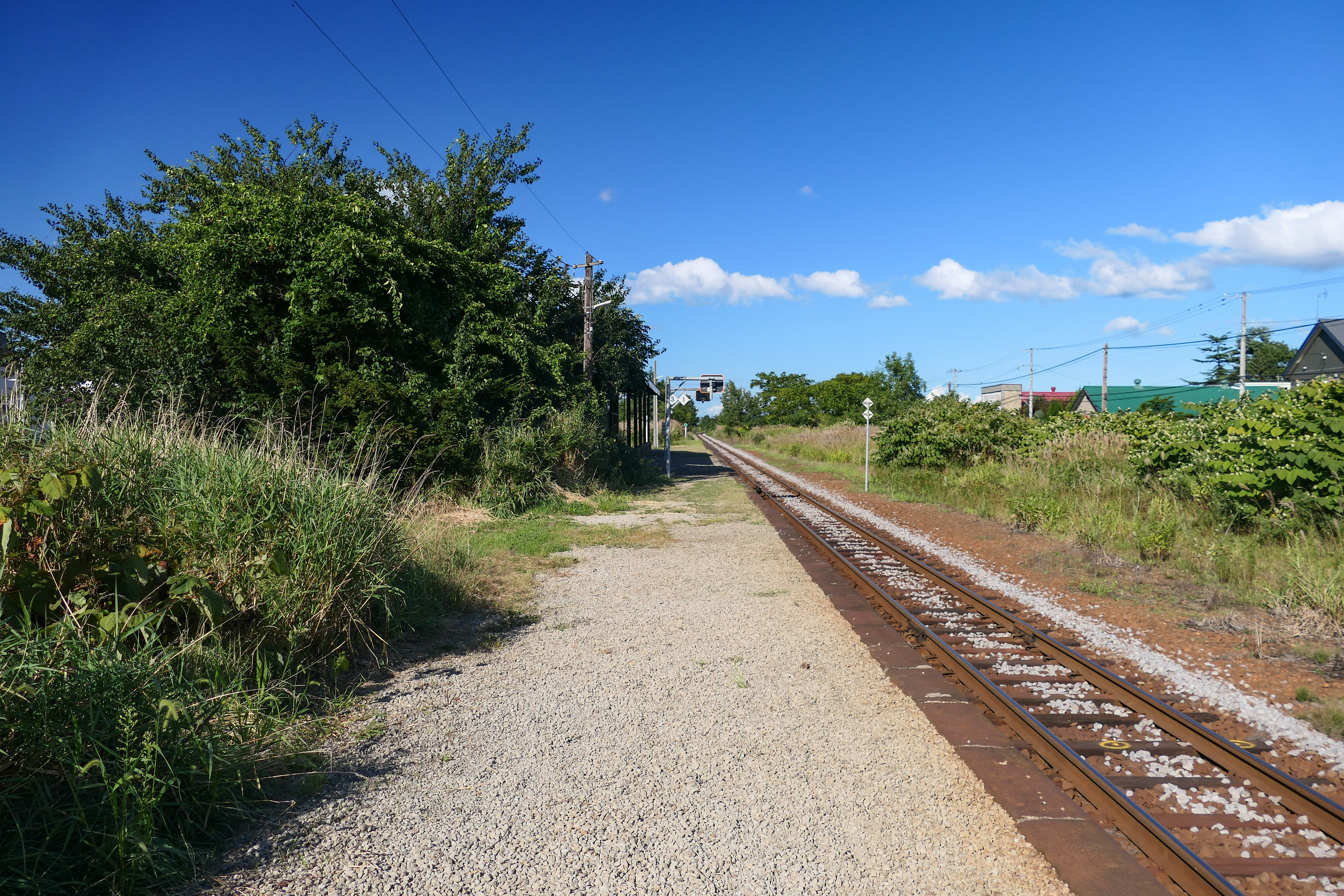
ホーム（2024年8月）
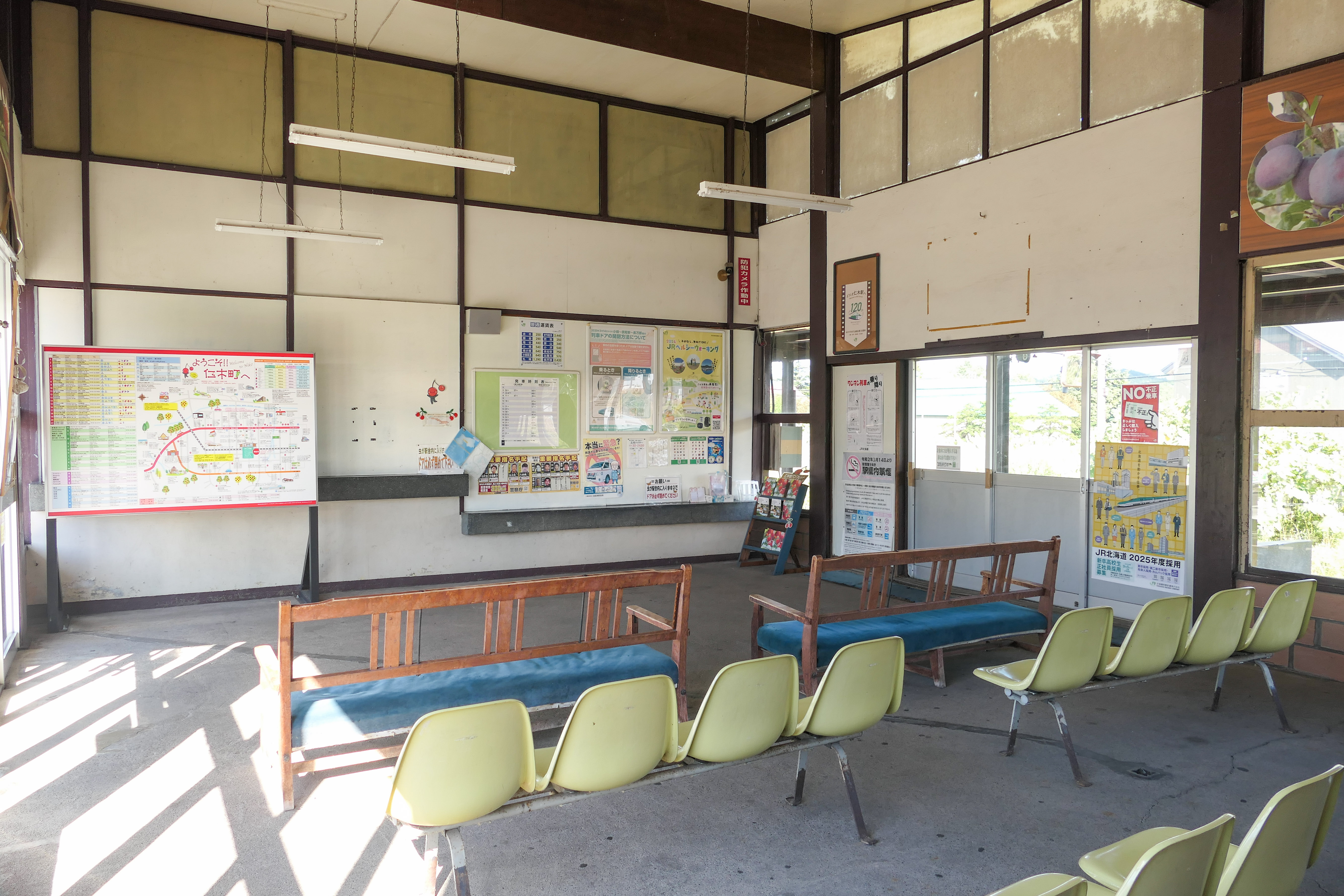
駅舎内観（2024年8月）

## 利用状況
乗車人員の推移は以下の通り。年間の値のみ判明している年度は日数割で算出した参考値を括弧書きで示す。出典が「乗降人員」となっているものについては1/2とした値を括弧書きで乗車人員の欄に示し、備考欄で元の値を示す。
また、「JR調査」については、当該の年度を最終年とする過去5年間の各調査日における平均である。
| 年度               | 乗車人員（人） | 乗車人員（人） | 乗車人員（人） | 出典   | 備考 |
| 年度               | 年間           | 1日平均        | JR調査         | 出典   | 備考 |
| ------------------ | -------------- | -------------- | -------------- | ------ | ---- |
| 1978年（昭和53年） |                | 457.0          |                | [ 5 ]  |      |
| 2017年（平成29年） |                |                | 105.2          | [ 9 ]  |      |
| 2018年（平成30年） |                |                | 97.4           | [ 10 ] |      |

## 駅周辺
- 北海道道455号仁木停車場線
- 国道5号
- 仁木町役場
- 余市警察署仁木駐在所
- 仁木郵便局
- 北海道信用金庫仁木支店
- 新おたる農業協同組合（JA新おたる）本所
- 仁木町立仁木小学校
- 仁木町立仁木中学校
- 余市川
- 北海道中央バス（高速いわない号・高速ニセコ号）、ニセコバス、仁木町予約制バス（旧・北海道中央バス銀山線）「仁木役場前」停留所[11][12]

## 隣の駅
北海道旅客鉄道（JR北海道）
■函館本線

然別駅 (S20) - 仁木駅 (S19) - 余市駅 (S18)